# Ax 3 Domaines
Ax 3 Domaines er et fransk vintersportssted beliggende i Pyrenæerne i departementet Ariège, Midi-Pyrénées-regionen. 
Der findes i alt 35 pister på Ax 3 Domaines, hvor af der findes 6 sorte, 10 røde, 10 blå og 9 grønne. Områdets skilifter har en samlet kapacitet på over 30.000 personer.
Cykelløbet Tour de France har flere gange kørt op ad stigningen til Ax 3 Domaines.